# Croton magdalenae
Espèce
Croton magdalenae est une espèce de plantes à fleurs du genre Croton et de la famille Euphorbiaceae présente au Mexique (Baja California, Sonora).
Il a pour synonyme :
- Croton boregensis, M.E.Jones, 1933